# Stile Antico (banda)
Para el término musical, véase Stile Antico
Stile Antico es un conjunto vocal británico especializado en la música del Renacimiento y del primer Barroco fundado en el año 2001. El conjunto carece de director y sus miembros ensayan e interpretan como si fuesen músicos de cámara.
Interpretan un repertorio que va desde la música del Renacimiento de compositores ingleses de la Era Tudor, de la Escuela franco-flamenca y española, hasta la música del primer Barroco.
El conjunto graba en exclusiva para Harmonia Mundi, obteniendo críticas muy favorables e importantes premios: su primer disco: "Music for Compline" consiguió el Diapason d'Or de l'année, el Choc du Monde de la Musique y fue nominado para la 50.ª edición de los Premios Grammy; su segundo disco, "Heavenly Harmonies", recibió el Preis der deustchen Schallplattenkritik y el Diapason D’Or.
Durante el año 2007, el grupo colaboró con Sting en la gira de su proyecto Songs from the Labyrinth, en la que interpreta canciones para laúd del compositor inglés John Dowland.

## Discografía
- 2007 - Music for Compline. Tallis, Byrd, Sheppard. Harmonia Mundi HMU 907419.
- 2008 - Heavenly Harmonies. William Byrd, Thomas Tallis. Harmonia Mundi HMU 807463 (SACD-H).
- 2009 - Song of Songs. Palestrina, Gombert, Lassus, Victoria. Harmonia Mundi HMU 807489 (SACD-H).
- 2010 - John Sheppard: Media Vita. Harmonia Mundi USA HMU 807509. Harmonia Mundi USA HMU 807509.
- 2010 - Puer natus est. Tudor Music for Advent & Christmas. Harmonia Mundi USA 807517.
- 2011 - Tune thy Musicke to thy Hart. Tudor & Jacobean music for private devotion. Harmonia Mundi USA 807554.
- 2012 - Passsion & Resurrection. Music inspired by Holy Week. Harmonia Mundi USA 807555.
- 2013 - The Phoenix Rising. The Carnegie UK Trust & the revival of Tudor church music. Harmonia Mundi USA 807572.
- 2014 - From the Imperial Court. Music for the House of Hapsburg. Harmonia Mundi 807595.
- 2015 - A Wondrous Mystery. Renaissance Choral Music for Christmas. Harmonia Mundi HMU 807575
- 2016 - Divine Theatre: Sacred Motets by Giaches de Wert. Harmonia Mundi HMM 807620
- 2017 - Tomás Luis de Victoria: Tenebrae Responsories. Harmonia Mundi HMM 902272
- 2018 - In a Strange Land. Elizabethan Composers in Exile. Harmonia Mundi HMM9 02266
- 2019 - A Spanish Nativity. Christmas Music by Lobo, Guerrero, Morales, Victoria. Harmonia Mundi HMM 902312
- 2021 - The Golden Renaissance: Josquin des Prez. Decca Classics 485 1340
- 2023 - The Golden Renaissance: William Byrd. Decca Classics 485 3951